# Мері Феган
Мері Феган (англ. Mary Phagan, нар. 1 червня 1899 — †26 квітня 1913) — 14-літня американка, яку резонансно згвалтував та жорстоко вбив педофіл.

## Життєпис
Мері Феган народилася у м. Флоренція штату Алабама в сім'ї фермерів-орендарів, які проживали в штаті Алабама і Джорджія протягом кількох поколінь. Через 4 місяці після народження її батько Вільям Джошуа Феган помер від кору. Після цього мати з дітьми переїхала у Іст-Пойнт, штат Джорджія. Діти пішли працювати на місцеві заводи. Мері Феген полишила школу у 10 років, щоб працювати неповний робочий день на текстильній фабриці. У 1911 році власник паперового комбінату Зигмунд Монтаг, акціонер Національної олівцевої компанії, найняв її роботу. У 1912 році її мати, Френсіс Феган, одружилася з Джоном Вільямом Коулманом і разом з дітьми переїхала в інше місто. Феган влаштувалася на роботу в Національну олівцеву компанію навесні 1912 року, де працювала біля машини, яка вставляла гумки в олівцеві металічні насадки. Більшість робочих були підлітками. Заробітна плата була низькою для всіх — від 10 до 15 центів на годину, одна третина від середньої заробітної плати на Півночі США. Мері Феган заробляла $ 4,05 на тиждень або 7,5 центів на годину протягом 55 годин на тиждень.

## Вбивство
Близько полудня 26 квітня 1913 Мері Феган пішла на завод, щоб вимагати зарплату $ 1,20. Приблизно о 3:17 ранку 27 квітня на заводі нічний сторож Ньют Лі пішов у заводський підвал до туалету для темношкірих, де виявив тіло мертвої дівчинки і викликав поліцію. Ньют зустрів поліцейських біля вхідних дверей і відвів їх до тіла. Тіло Марії Феган було знайдено в задній частині підвалу біля печі для спалювання відходів. Її сукня була обгорнута навколо талії, одна смуга від спідниці була відірвана й обмотана навколо шиї. Обличчя було почорнілим і вкритим ранами, голова була в синцях і побоях. З самого початку виникла підозра у зґвалтуванні. На основі сажі і бруду від підлоги, виявлених на її шкірі, був зроблений висновок, що вона боролася з вбивцею у підвалі. Деякі дані на місці злочину були втрачені через неправильне поводження з боку поліцейських і слідчих.

### Розслідування
В день вбивства вийшло 40 додаткових публікацій. В газетах було опубліковано фото Марі Феган з лікарняного моргу. Газета «Конституція Атланти» оприлюднила історію вбивства і незабаром розгорілася публічна дискусія у цій справі між газетою і виданням «Джоржія», котре пізніше почало захищати підозрюваного Френка. Деякі дані слідства зникли, коли вони були позиченими в поліції журналістами. Було запропоновано винагороду в $ 1,800 за інформацію, що призведе до затримання вбивці.
Поліція заарештувала як сторожа Лі, так і молодого друга Феган. Через деякий час в поліції переконалися, що вони не були злочинцями. Детектив прокрався у квартиру Лі і знайшов сорочку з кров'ю. Кров була високо на пахвах, однак запах сорочки вказував те, що її вже довго не носили. Звинувачення пізніше стверджувало, що сорочка була підкинута Левом Франком (управляючим заводу, де працювала Феган), щоб звинуватити Лі.

### Лев Френк
Ньют Лі заявив, що намагався зателефонувати управляючому Лео Франку протягом восьми хвилин після знайдення тіла Феген. Поліція зазначила, що Френк не підійшов до телефону, коли вони подзвонили до його будинку о 4 годині ранку, і що він нервував, коли його взяли до трунаря в морг і на завод. Поліція вважала його відповіді на незначні запитання поведінкою підозрюваного і відзначили його тремтіння. Франк зазначив на суді, що поліція відмовилася повідомити йому характер розслідування. 
Друг Феген, 13-річний робітник заводу Джордж Еппс, повідомив, що Лев Френк фліртував з Феген і погрожував їй. Франк найняв двох приватних детективів, щоб допомогли довести його невинуватість. 28 квітня Лев Франк був викликаний до поліцейської дільниці, куди відмовився йти без адвоката. Наступного дня до нього приєднався його адвокат Лютер Россер, юрист компанії Герберт Haas. 29 квітня Лев Франк був офіційно заарештований.

### Джеймс Конлі
1 травня поліція заарештувала заводського двірника Джима Конлі після того, як його помітили на заводі за миттям брудної синьої робочої сорочки. Конлі намагався приховати сорочку, а потім сказав, що плями були від іржавої труби, на якій він повісив її. Детективи оглянули сорочку, його крові не знайшли, але Конлі був через це під вартою в поліції два тижні, де дав свою першу офіційну заяву. Він сказав, що він відвідував салони і випивав удома. Він подав деякі деталі його поведінки цього дня, такі як 40 центів, витрачених на пляшку горілки, 90 центів в ігровому закладі, 15 центів на пиво. І що він цього дня бачив на заводі якогось «невідомого негра у темно-синьому одязі з капюшоном». Але при повторі цю розповідь поставили під сумнів. Подальші дослідження також встановили, що Конлі вмів читати і писати, що він спочатку заперечував. Конлі був поміщений в ізолятор у підвалі.

Через тиждень, 24 травня, він попросився до детектива і зізнався, що виконав написи, які знайшли біля тіла Марі Феген. Під присягою він сказав, що Лев Франк покликав його і сказав йому написати ці фрази. Після тестування Конлі на правопис поліція переконалася, що їх написав він.
Пізніше (його друга присяга і третя заява) Конлі визнав, що він брехав про п'ятницю з Френком. За його словами, він зустрів Френка на вулиці в суботу, і сказали, щоб слідувати за ним на завод. Френк сказав йому, щоб сховатися в шафу, щоб не потрапити на очі двох жінок, які відвідували Франк у своєму кабінеті. Він сказав Френк диктував вбивства нотатки для його написати, дав йому сигарети, і сказав йому, щоб залишити завод. Щоб вирішити свої сумніви, поліція спробувала 28 травня влаштувати очну ставку між Франком і Конлі. Френк скористався своїм правом не зустрічатися без свого адвоката, який був за містом. Для поліції ця відмова була ознакою провини Френка.
29 травня Конлі був знову допитаний, його нове зізнання під присягою було те, що Френк сказав йому, що «підняв дівчинку тоді, коли вона впала, і що її голова вдарилася об щось». Конлі сказав що він і Френк віднесли тіло у підвал на ліфті, а потім повернулися в офіс Френка, де диктувалися ці записи. Він також сказав, що Френк дав йому двісті доларів. На суді Конлі змінив свою історію щодо $ 200. Він сказав, що гроші були утримувані ним аби він спалив тіло Феген в підвалі у печі.

### Судовий розгляд, вирок і відхилення апеляції
24 травня 1913 обвинувальний висновок стосовно Лева Франка був повернутий Великим журі на додаткове розслідування. До Великого журі входило п'ять євреїв. Історик Альберт Ліндеманн писав, що «вони були переконані в конкретних доказах, що [прокурор] Дорсі, представив». Ліндеманн зазначає, що жодне з показань Конлі "не було представлено на розгляд Великого журі і що в кримінальному процесі, Дорсі «явно засудив расовий антисемітизм» і «балувався … філосемітською риторикою».
Судовий процес розпочався тільки 28 липня в Фултоні у Верховному суді Графства (старий будинок мерії). Зал суду був на першому поверсі, і вікна залишили відкритими через спеку. На додаток до сотень глядачів всередині, зібрався великий натовп зовні, щоб спостерігати суд через вікна. Потім захист привів натовпу як фактор в залякуванні свідків і присяжних. Державна команда звинувачення складалася з міністра юстиції Х'ю М. Дорсі, помічника Франк Артур Хупер і E. A. Стівенса. Франк був представлений вісьмома адвокатами на чолі з Лютером З. Россером. Захист подав вимогу усунути двох чорношкірих присяжних, що і було виконано.
Звинувачення, на підставі того що Френк останнім бачив вбиту і показань під присягою Конлі доводило, що Френк був убивцею, і записки знайдені біля тіла вбитої були продиктовані Левом Франком який прагнув покласти провину на негра Лі. Захист доводив, що Конлі був вбивцею і що Лі допоміг Конлі писати ті записки.
Головний адвокат Френка адво Лютера Россер, сказав присяжним: «Хто Конлі? Він брудний, чорний, п'яний ніґґер».
Свідчення багатьох працівниць фабрики про сексуальні домагання і погрози Френка судом не були прийняті.
25 серпня, Лев Френк був засуджений на смерть за вбивство, і юрба поза залою суду радісно скандувала Ліндеманн писав «прості люди пережили момент збудження бачачи поразку і приниження звично потужного і недоступного гнобителя».
Два присяжні були допитані в суді за позовом захисту Френка у звинуваченні в антисемітських висловлюваннях на адресу Лева Франка, але там нічого не було доведено позивачами.
Франк звернувся до Верховного суду США, який розглянув апеляцію в квітні 1915 року. 19 квітня апеляція була відхилена за що проголосувало 7 суддів з 9-ти.
На момент подання апеляції, захист Лео Франка вже вартував йому в цілому 40000 доларів. Френка щедро підтримали дядько і його друг Луї Маршалл, президент Американського єврейського комітету.

### Пом'якшення вироку і самосуд
31 травня 1915, Франк подав заяву до тюремної комісії штату Джорджія з проханням аби його вирок був замінений на довічне ув'язнення. 9 червня Комісія представила звіт, двоє проти і один в підтримку. Новообраний губернатор, Натаніель Гарріс, був близьким союзником Тома Уотсона, який був проти Франка, в той час як ще діючий губернатор Слейтон був у близьких стосунках з головним адвокатом Френка Лютером Россером.
21 червня, за п'ять днів до закінчення губернаторських повноважень Слейтона і за один день до виконання вироку Леву Франку через повішання Слейтон замінив Френку смертний вирок на довічне ув'язнення. „Я можу терпіти упередження, зловживання і осуд“;, сказав Слейтон, „але я не можу витримати постійне напарництва що звинувачує совість, яка буде нагадувати мені, що я, як губернатор Джорджії, не в змозі зробити те, що я вважав за потрібне“ … . Відчуваючи, як і я про цей випадок я був би убивця якби я дозволив цій людині, щоб повісити. Це може означати, що треба жити в безвісти залишок своїх днів, але я б волів орати в усю іншу частину мого життя, ніж відчувати, що в мене є кров на моїх руках». Громада Атланти була обурена. Натовп погрожував напасти на губернатора в його будинку. Загін Національної гвардії Джорджії, разом з новими поліцейськими і групою друзів Слейтон, які були приведені до присяги як депутати, розігнали натовп. Слейтон і його дружина відразу залишив Джорджію після цього. Франк був доставлений в Milledgeville, у в'язниці штату загального режиму, бо чиновники думали що там буде для Френка більш безпечно.
17 липня, співкамерник Вільям Creen намагався вбити Лева Френка, розрізавши йому вену на шиї ножем м'ясника. Зловмисник повідомив владі, що він хотів, щоб інші ув'язнені були в безпеці від насильства натовпу, бо наявність Френка була ганьбою для в'язниці, і він був упевнений, що він буде помилуваний, якщо він уб'є Френка.
Група видних чоловіків організувалися в товариство «Лицарі Мері Феген» і відкрито планують викрасти Френка з в'язниці. Вони зібрали людей, що володіють необхідними навичками, (в цілому 28 осіб), в тому числі себе. Ватажки були добре відомі на місцевому рівні, але не були названі публічно до червня 2000 року, коли місцевий бібліотекар, розмістив їх список в Інтернеті, на основі інформації, зібраної про Мері Феген її внучатою племінницею Марією Феген Кін (р.н. 1953) У список увійшли:
- Джозеф Маккі Браун, колишній губернатор
- Джорджії Еммет Бертон, поліцейський
- Євген Герберт Clay, колишній мер Марієтта, син сенатора А. С. Клей
- Е. Р. Доббс, мер Марієтта в той час
- Вільям Дж. Фрей, колишній шериф округу Кобб
- Джордж Хікс, округу Кобб заступник шерифа
- Вільям Мак-Кінні, округу Кобб заступник шерифа
- Ньютон серпня Морріс, два рази до вищестоящого суду суддя Blue Ridge Circuit
- Ньютон Майерс Морріс, що відповідає за ланцюг банда округу Кобб
- Фред Морріс, керівник законодавчого органу, який пізніше організував в Марієтті перше товариство скаутів.

- Джордж Свенсон, шериф округу Кобб;
- Джон Огастес Бенсон, підприємець DR Бентон, дядько Мері Феген з «Yellow Jacke»;
- Браун, електрик;
- Болан Гловер Брамбі, Голова міста Марієтта, власник CompanyJim Brumby, власник гаража, який обслуговує автомобілі;
- Лютер Бертон, керівник вугільного складу;
- Джордж Exie Даніеля, підприємець;
- Цицерон Холтон Доббс, таксист;
- Джон Такер Дорсі, який згодом служив Окружний прокурором;
- C.D. Елдер, лікар;
- Гордон Бакстер Ганна, юрист, пізніше мер Марієтта і законодавець штату;
- Роберт. Горб, банкір;
- Горація Hamby, фермер;
- Лоренс Haney, фермер;
- Ральф Molden, що комплектує особовим складом, підрядчик L. B. Robeson, агент фрахту залізниці, який забезпечив автомобілями;
- Moultrie McKinney, адвокат і банкір, голова представників Марієтта при губернаторові штату.

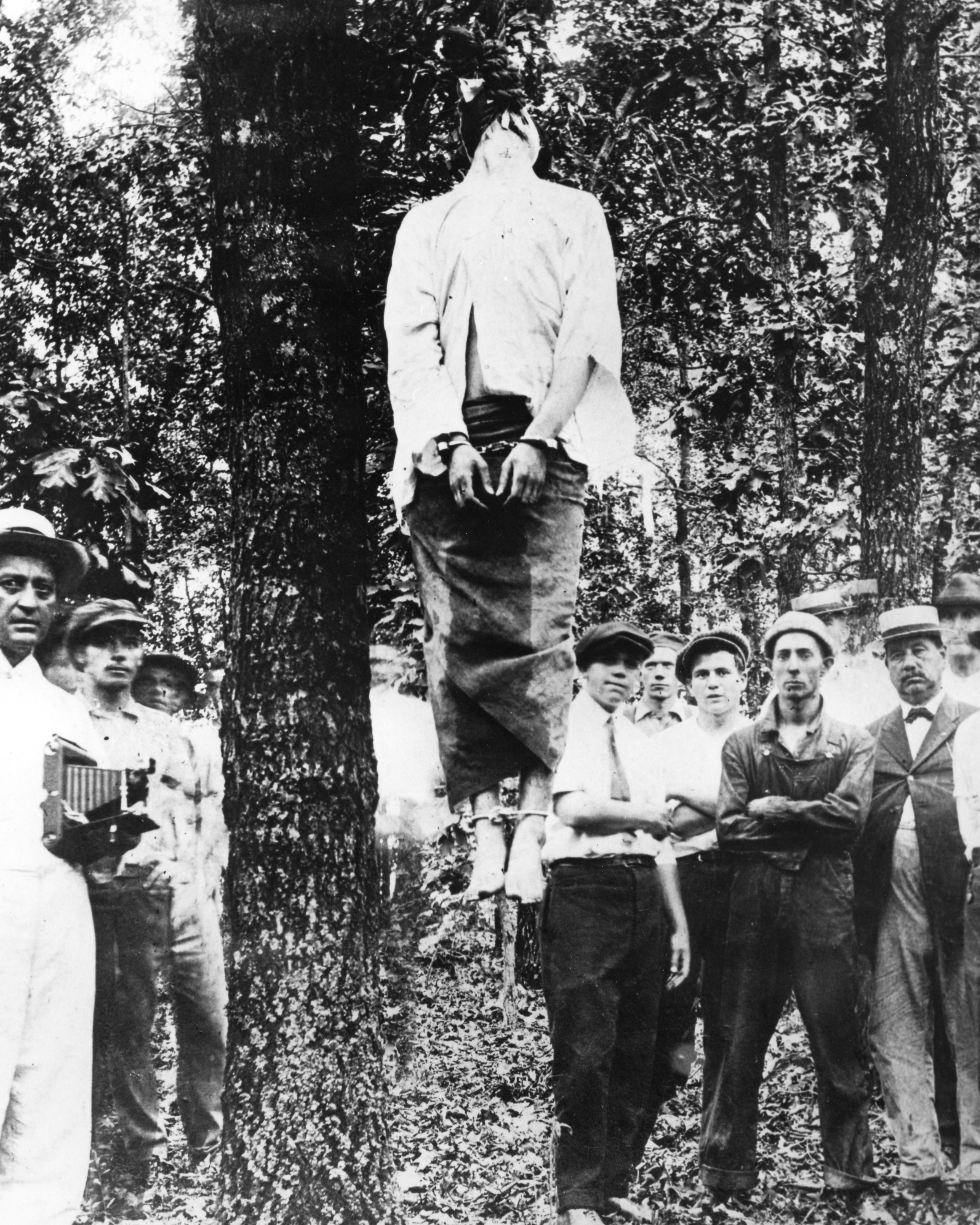
Самосуд над Левом Франком, після зм'якшення йому покарання губернатором штату Джорджія

У другій половині дня 16 серпня вони на восьми автомобілях залишили місто Марієтт і окремо відправилися в Міледжвілл, котрий знаходився на відстані у 175 миль (282 км). Вони прибули у в'язниці близько 10:00 вечора. Електрик обрізав телефонні дроти, члени групи увірвались у в'язницю, надягли наручники наглядачеві і схопивши Френка поїхали. Зворотня поїздка зайняла близько семи годин на максимальній швидкості 18 миль на годину (29 км / год) через малі міста і по сільських дорогах. У двох милях (3 км) на схід від Марієтта, був підготовлений комплекті з мотузкою і таблицею, наданий колишнім шерифом Вільямом Фрейєм.
The New York Times повідомила, "Френк був одягнений в нічну сорочку і навколо талії лінчевателі намотали шматок коричневого полотна, як спідницю. На нього наділи наручники, а ноги були зв'язані на кісточках. Повішення виконувалося таким чином аби смерть була миттєвою і безболісною. Вішали його на гілці дерева, так щоб він повернувся в напрямку будинку, де жила Марі Феген. Самосуд відбувся близько 7:00 ранку.
За даними The New York Times, один з глядачів самосуду, Роберт Е. Лі Хауелл пропонував тіло розрізати на шматки і спалити, і почав бігати, кричати, нагнітання натовп. Суддя Ньют Морріс намагався відновити порядок, і попросив поставити на голосування чи тіло повинно бути повернене батькам неушкодженими; тільки Гавелл не погодився.
Морріс і його водій Джон Стівенс Вуд повіз його з Марієтта В Атланті, вони потрапили у тисячну облогу, яка вимагала від трунаря показати тіло; після того як вони почали кидати цеглу, їм було дозволено пройти повз трупа Френка.
Після лінчування Лева Френка близько половини євреїв, з 3000-ної громади, покинули штат Джорджія. Френк був президент єврейської громади в Атланті. Адольф Краус, президент тієї єврейської організації запросив 15 чільних членів в Чикаго, щоб сформувати Антидефамаційну лігу у вересні 1913 року, через місяць після того, як відбувся перший суд над Френком.

## Сучасність
У 1982 році Алонсо Манн (1899—1985), який працював у 1913 році на заводі Френка, розповів журналісту газети «Tennessean», через майже 69 років після закінчення суду, що він бачив Джима Конлі наодинці в 12:05 на заводі, що ніс тіло Феген до підвалу. Це суперечило свідченню Конлі, що він перевозив труп Феген в підвал ліфтом. Манн поклявся під присягою в 1980-х, що Конлі погрожував убити його, якщо він повідомить, що він бачив. На момент подій Манн був 14-річна дитина. Манн пояснив, що його заява була зроблена з метою спокійно померти. Він пройшов тест на детекторі брехні у приватному закладі, і помер через три роки, в березні 1985 року, у віці 86 років.
Повідомлення Манна з лягло в основу спроби отримати посмертне помилування для Франка в Державній раді штату Джорджії з питань помилування та умовно-дострокового звільнення. Подання було зроблене Чарльзом Wittenstein, адвокатом Антидифамаційної ліги, і Дейлом Шварцом, юристом з Атланти, хоча свідчення Манна не було достатньою підставою, щоб вирішити це питання.
Рада розглянула документи рішення Слейтона. [79] Конлі помер на початку 1950-х [80] або у 1962 році. Матеріали кримінальної справи за вбивством Мері Феген були вже втрачені [82] і з ними можливість застосовувати сучасні методики аналізу. Тому Рада прийшла до висновку, що «Після вичерпного огляду і багатьох годин обговорення, все-таки неможливо встановити невинність Лева М. Франка. Бо для Ради про видачу помилувань, невинність суб'єкта повинно бути переконливо доведено».
Тоді прихильники Франка представили другу заяву про помилування в 1986 році, з проханням тільки визнати провину держави за його смерть внаслідок самосуду. Рада задовольнила це прохання 11 березня 1986 Котре євреями часто неправомірно подається як визнання невинності Лева Франка.
Зокрема 1995 році у зв'язку з 80-річчям лінчування, була поміщена приватний дошка на будівлі недалеко від місця повішення: "Неправильно обвинуваченому. Безглуздо убитому."
У 2008 році пам'ятник був зведений в Марієтті історичним відділом єврейського Американського товариства охорони пам'яток історії. На ньому пише: "Поруч цього місця, 17 серпня 1915, Лев М. Франк, єврейський керівник Національної олівцевої компаній в Атланті, був лінчованим за вбивство 13-річної Мері Феген, співробітниці заводу. Дуже спірний суд підживлений соціальною напруженістю і антисемітизмом призвів до обвинувального вироку в 1913 році. Потім губернатор Джон М. Слейтон пом'якшив вирок від страти до життя у в'язниці. Френк був викрадений з державного в'язниці в Milledgeville і доставлений в рідне місто Феген Марієтт, де він був повішений перед місцевим натовпом. Без рішення про винність або невинність, і на знак визнання державою про не надання належного захисту Френку і відсутності притягнення його вбивць до відповідальності, йому було надано посмертне помилування в 1986 році.
У 2003 році, на 90-річчя створення Антидифамаційної ліги встановлений пам'ятник, поруч і всередині входу в Mount Carmel, кладовища в Квінсі, в Нью-Йорку. Там є напис: «Суд над Левом Франком, в 1913 році, був мотивований нестримним антисемітизмом того часу. Що стало підставою для створення Антидифамації ліги в тому ж році, котре було мотивоване пристрастю викорінити таку несправедливість і фанатизм. Незважаючи на його невинуватість, Френк був викрадений з в'язниці в 1915 році і лінчованим. Ліга пам'ятає жертву Лева Франка і спрямовує себе для забезпечення аби більше не було жертв такої несправедливості і нетерпимості».